# Kuchařský recept

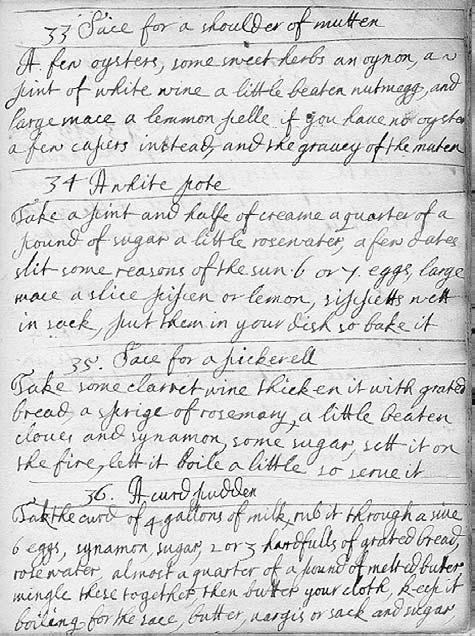
Recept z anglického kuchařského manuskriptu z roku 1660

Kuchařský recept je návod jak připravit určitý pokrm. Sbírka kuchařských receptur se nazývá kuchařská kniha.
Každý kuchařský recept se skládá z několika vzájemně se doplňujících částí:
- název pokrmu (často také původ nebo místo, odkud pokrm pochází)
- kolik času je potřeba na přípravu pokrmu
- seznam požadovaných surovin (název, množství nebo velikost), případně možnosti náhrady
- seznam speciálních pomůcek nebo nářadí (obvyklé kuchyňské vybavení zpravidla není uváděno)
- chronologické pořadí jednotlivých kroků a úkonů, někdy bývá uváděna i teplota (např. nastavení pečicí trouby nebo mrazničky)
- počet porcí, které lze připravit z množství surovin uvedených v seznamu

Starší recepty obsahovaly mnohem méně informací a sloužily pouze jako připomínka použitých surovin pro někoho, kdo už ví, jak se konkrétní pokrm připravuje. Dnes jsou mnohé recepty určeny pro úplné začátečníky. Často jsou u receptu uvedeny i různé varianty přípravy nebo servírování pokrmu.
Moderní recepty a kuchařky uvádějí rovněž energetické hodnoty – kalorie, bílkoviny, sacharidy (z toho cukry) a tuky, obvykle pak na porci a 100 gramů.
Díky internetu jsou dostupnější informace, jak se správně stravovat, a např. díky videoblogům je možné si ověřit, jak příprava pokrmu probíhá.